# SV Eintracht 06 Trier
SV Eintracht 06 Trier was een Duitse voetbalclub uit Trier. 

## Geschiedenis
De club werd in 1906 opgericht als FC Moselland 06 Trier. In 1920 fuseerde de club met FV Fortuna 1910 om zo Vereinigten Rasenspielern te vormen, een jaar later fusioneerde ook deze club met SV Alemannia 1909 en werd zo SV Eintracht 06. 
In 1921 promoveerde de club naar de hoogste klasse van Rijnhessen-Saar, die aanvankelijk uit vier reeksen bestond, maar over twee seizoenen teruggebracht werd naar twee reeksen. De club eindigde vijfde op acht clubs, maar enkel de top vier plaatste zich waardoor ze degradeerden. In 1926 promoveerde de club weer naar de hoogste klasse en werd laatste. Door de herinvoering van de Saarcompetitie degradeerde de club niet, maar dit was slechts uitstel van executie voor het volgende seizoen. In 1932 promoveerde de club opnieuw en werd nu zevende op tien clubs. Na dit seizoen kwam de NSDAP aan de macht in Duitsland en de hele competitie werd geherstructureerd. De Zuid-Duitse voetbalbond werd ontbonden en de Gauliga werd ingevoerd. Trier werd in de Gauliga Mittelrhein ingedeeld en speelde niet langer tegen de clubs uit het verleden, maar voornamelijk tegen clubs uit Keulen en Bonn. In het eerste seizoen werd de club knap vierde. Het volgende jaar werd degradatie net vermeden en in 1935/36 werd de club laatste en degradeerde samen met stadsrivaal SV Westmark 05 Trier uit de Gauliga. 
Om oorlogsredenen werd de Gauliga Mittelrhein ontbonden en opgesplitst. Eintracht promoveerde nu naar de Gauliga Moselland. De club eindigde voorlaatste in het eerste seizoen en laatste in het volgende seizoen. Om in het laatste seizoen voor het einde van de oorlog een volwaardig team te kunnen opstellen ging de club een tijdelijke fusie aan met rivaal Westmark en trad aan als KSG Eintracht/Westmark Trier, maar ook de gebundelde krachten leverden een laatste plaats op.  
In 1948 fuseerde de club met SV Westmark 05 Trier en werd zo SV Eintracht Trier 05. 